# Клер Гмахль
Клер Гмахль (нім. Claire Gmachl; народ. 1967, Зальцбург) — австрійська жінка-фізик. Відома своїми розробками квантово-каскадних лазерів. З 2007 року є професоркою Принстонського університету в Нью-Джерсі (США).

## Біографія
Клер Гмахль вчила фізику в Інсбруцькому університеті. У 1991 році написала дипломну роботу на тему «Nanostrukturierung von Halbleiteroberflächen mittels Elektronenstrahllithographie». У 1996 році отримала докторський ступінь у Віденському технічному університеті, темою її дисертації була «Frequenzverstimmbare, oberflächenemittierende Halbleiterlaserdioden mit vertikalem приховує резонатора».
З 1992 по 1994 рік вона працювала в Мюнхенському технічному університеті, з 1995 по 1996 року була асистентом у Віденському технічному університеті. В рамках докторської стипендії з 1996 по 2003 рік вона працювала в Lucent Technologies-Bell Laboratories в Нью-Джерсі (США). Потім перейшла в також знаходяться в Нью-Джерсі Прінстонський університет, де з 2003 по 2007 рік працювала доцентом на кафедрі електротехніки. З 2007 року є професором Прінстонського університету і директором інженерно-дослідного центру MIRTHE (Mid-InfraRed Technologies for Health and the environment).

## Нагороди
У 1995 році за свою наукову роботу вона отримала премію Крістіана Доплера землі Зальцбург. У 2002 році журнал Technology Review  Массачусетського технологічного інституту включив її в список TR35 з 35 інноваторів світу молодших 35 років. У 2004 році американський науковий журнал Popular Science включив її в список десяти блискучих вчених молодше 40 років. У 2005 році вона стала лауреатом [[Стипендія Макартура | стипендії Мак-Артура].

## Вибрані твори
- Claire Gmachl, Alexey Belyanin, Deborah L. Sivco, Milton L. Peabody, Nina Owschimikow, A. Michael Sergent, Federico Capasso, and Alfred Y. Cho. Optimized Second-Harmonic Generation in Quantum Cascade Lasers. IEEE J. Quantum Electron. 39 (11), in print (2003)
- Nina Owschimikow, Claire Gmachl, Alexey Belyanin, Vitaly Kocharovsky, Deborah L. Sivco, Raffaele Colombelli, Federico Capasso, and Alfred Y. Cho. Resonant Second-Order Nonlinear Optical Processes in Quantum Cascade Lasers. Phys. Rev. Lett. 90(4), 043902-1-4 (2003)
- C. Gmachl, A. Soibel, R. Colombelli, D. L. Sivco, F. Capasso, and A. Y. Cho. Minimal Group Refractive Index Dispersion and Gain Evolution in Ultra-Broadband Quantum Cascade Lasers. IEEE Photon. Techn. Lett. 14 (12), pp. 1671—1672 (2002)
- Claire Gmachl, Axel Straub, Raffaele Colombelli, Federico Capasso, Deborah L. Sivco, A. Michael Sergent, and Alfred Y. Cho. Single-mode, Tunable Distributed-Feedback and Multiple-Wavelength Quantum Cascade Lasers. IEEE J. Quantum Electron. 38, 569—581 (2002) invited paper
- Claire Gmachl, Evgueni E. Narimanov, Federico Capasso, James N. Baillargeon, Alfred Y. Cho. Kolmogorov Arnold Moser transition and laser action on scar modes in semiconductor diode lasers with deformed resonators. Opt. Lett. 27, pp. 824—826 (2002)
- C. Gmachl, D. L. Sivco, R. Colombelli, F. Capasso, and A. Y. Cho. Ultra-broadband semiconductor laser. Nature 415, pp. 883—887 (2002)
- Claire Gmachl, Federico Capasso, Deborah L. Sivco, and Alfred Y. Cho. Recent progress in quantum cascade lasers and applications. Reports on Progress in Physics 64, pp. 1533—1601 (2001)